# Srážka vlaků v Pardubicích
Srážka vlaků v Pardubicích nastala 5. června 2024 ve 22.49 hodin na kostěnickém zhlaví železniční stanice Pardubice hlavní nádraží, u tehdy nezprovozněné zastávky Pardubice centrum. Čelně se srazily expresní vlaky RJ 1021 a Nex 41340, následkem bylo poškození a vykolejení vlaků, 4 úmrtí a 27 evidovaných raněných z řad cestujících. Oba strojvedoucí nehodu přežili. Agentura ČTK označila nehodu za nejtragičtější čelní střet dvou vlaků v Česku za posledních téměř 30 let. Co do počtu obětí to byla nejhorší železniční nehoda od roku 2008.

## Průběh nehody

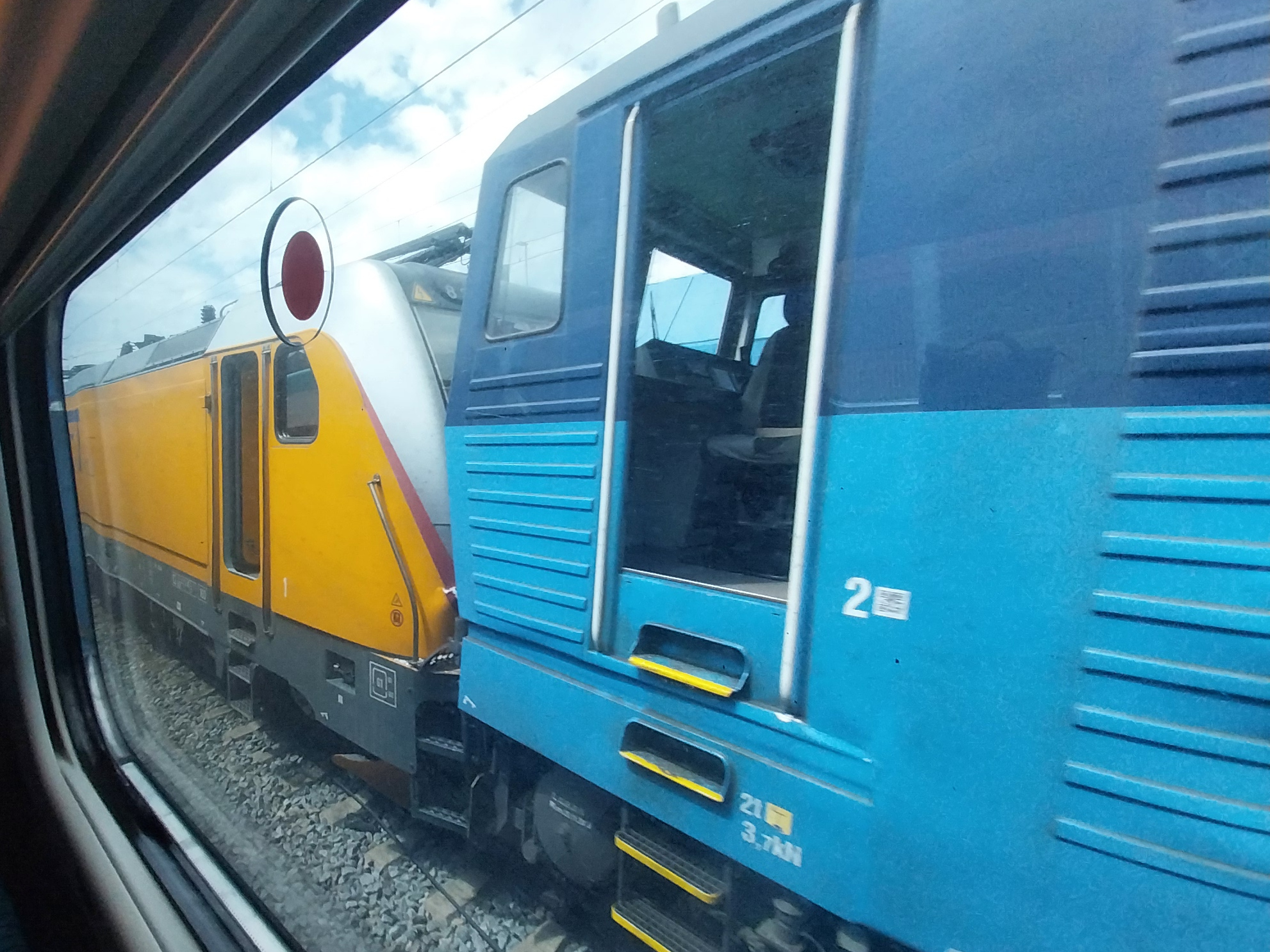
Sražené lokomotivy den poté

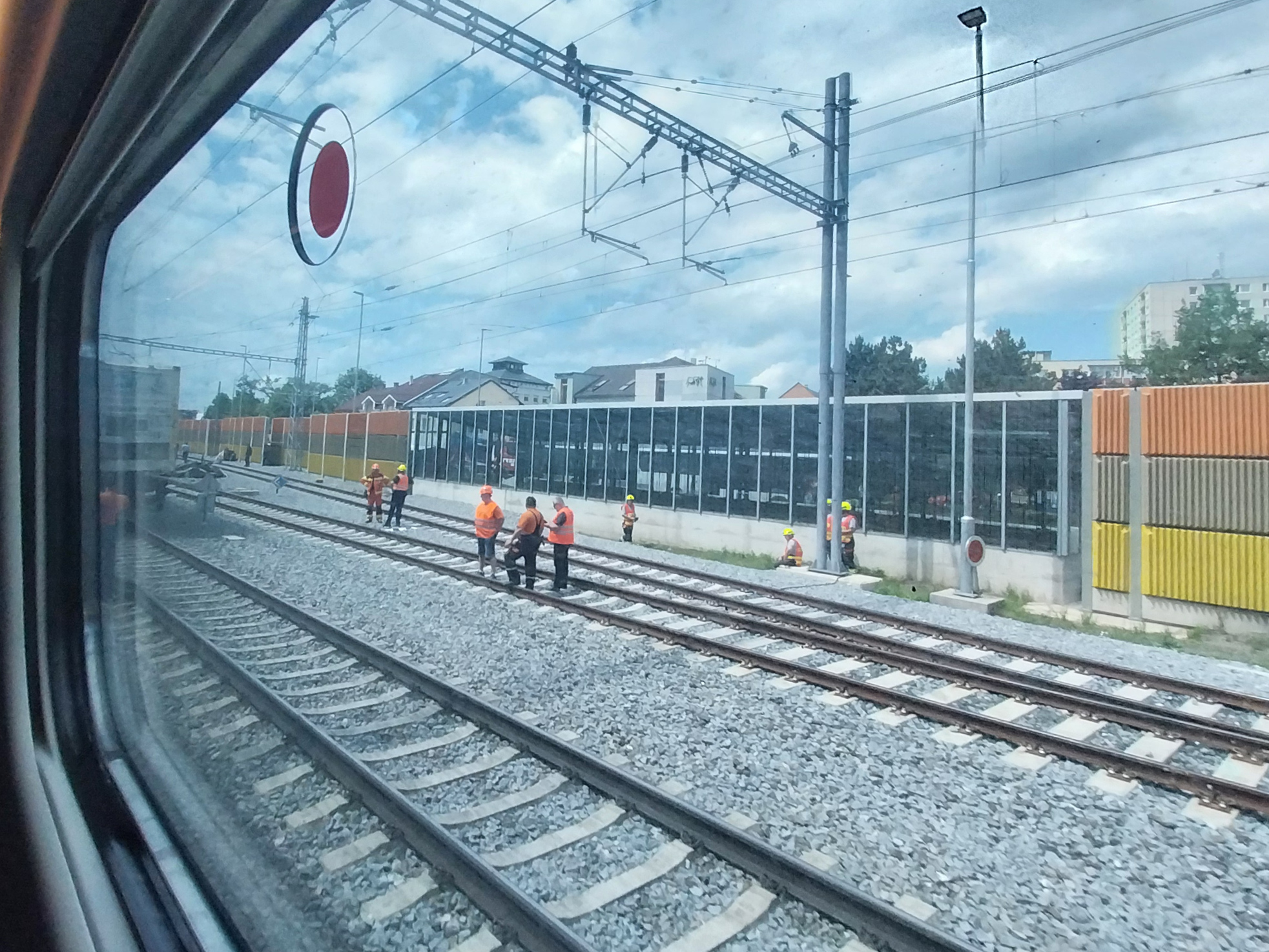
Vyšetřování mimořádné události a odklízení následků den poté

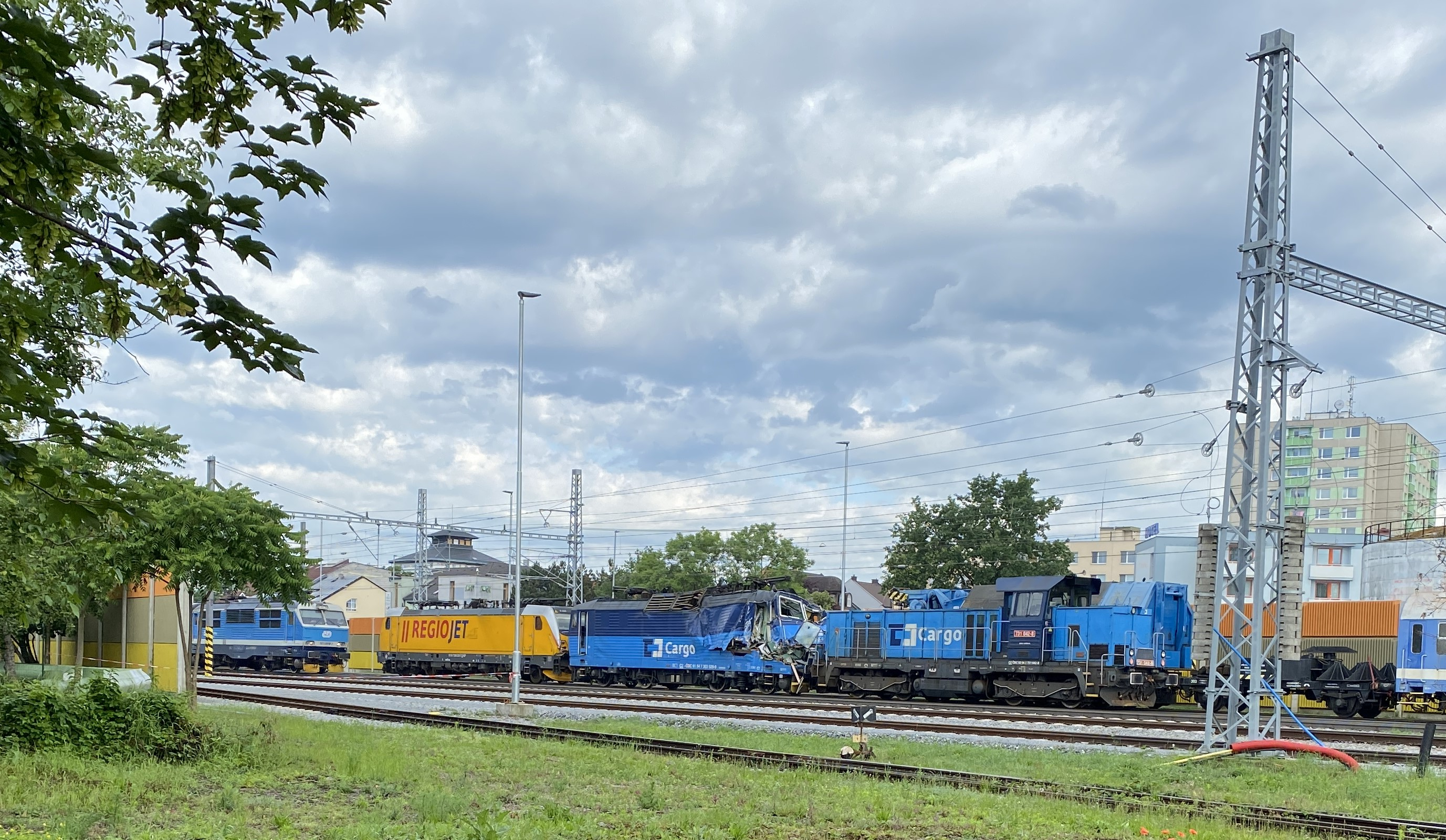
Poškozené lokomotivy (vlevo projíždějící lokomotiva jiného vlaku)

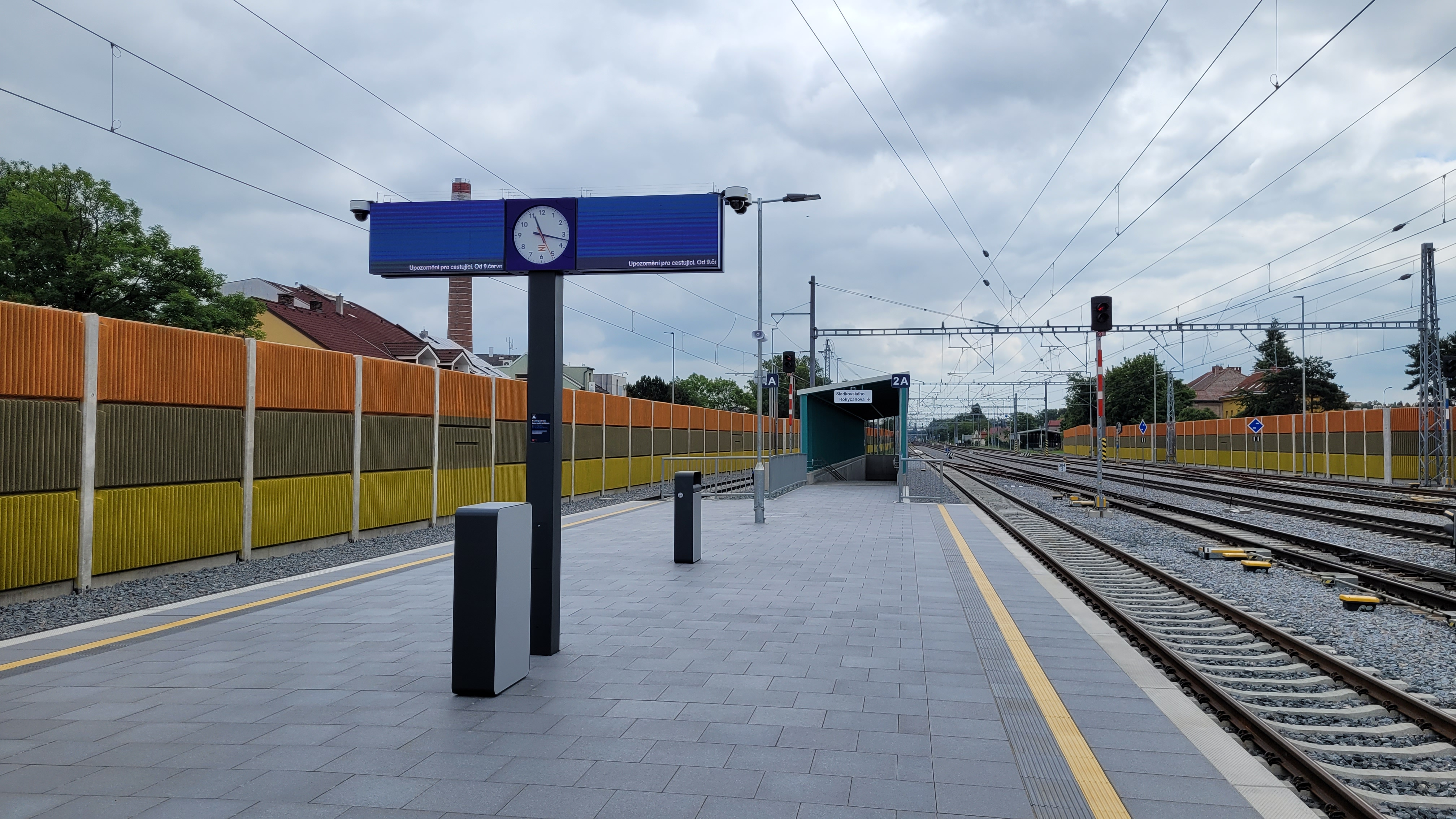
Nástupiště zastávky Pardubice centrum, v pravé části záběru místo střetu den před nehodou

Mezinárodní osobní expres RJ 1021 Praha hlavní nádraží – Košice dopravce RegioJet podle plánovaného řazení měl mít 15 vozů v řazení od vozu č. 15 (první za lokomotivou) v souvislém číslování k vozu č. 1 (poslední vůz), z toho prvních 6 vozů lůžkových nebo lehátkových. Vozy č. 10, 9 a 8 (6. až 8. vůz ve směru jízdy) podle jízdního řádu měly pokračovat jako vlak RJ 1222 až do ukrajinského Čopu.[zdroj?]
Z fotografií nehody je patrné, že nejvíce poškozený první vůz byl označen číslem 12 a druhý vůz byl označen číslem 11. Pro vůz č. 12, který byl v den nehody mimořádně zařazen jako první, byly v rezervačním systému nabízeny „Lůžko – vlastní kupé“ a „Lůžko pouze ženy“ – šlo o jediný vůz s výhradně ženskými kupé. První vůz řady Bcmz 59-70 utrpěl při nehodě fatální poškození rámu, poškozeny byly i dva další vozy stejné řady.[zdroj?]
Vlak byl veden lokomotivou 388.205.
Vlak vyjel od nástupiště z 1. staniční koleje stanice Pardubice hlavní nádraží (pravidelný odjezd 22.47 h). Podle záznamů zabezpečovacího zařízení neměl u cestového návěstidla za nástupištěm návěst zakazující jízdu, ale zastavit měl poté u odjezdového návěstidla, které však minul bez zastavení. Strojvedoucí rozjel vlak na rychlost asi 60 km/h, pak si uvědomil svoji chybu a vlak zastavil rychlobrzdou na úseku asi 160 metrů. Mezitím však již vlak rozřízl výhybku (č. 15) v pokračování 1. staniční koleje a vjel do vlakové cesty postavené pro protijedoucí nákladní vlak, po vlakové cestě postavené pro nákladní expres přejel (výhybkami č. 10 a 8) z 1. koleje na 2. kolej a na ní se krátce poté s protijedoucím vlakem střetl.
Drážní inspekce odmítla předjímat, zda se jednalo o technickou závadu, lidskou chybu či o kombinaci obou faktorů, a oznámila, že šetření mimořádné události, jejích okolností a přispívajících faktorů si vyžádá několik měsíců.
Expresní nákladní vlak Nex 41340 Bratislava – Bremerhaven dopravce ČD Cargo byl vedený lokomotivou 363.529. Převážel různé zboží (mj. karbid vápenatý) v kontejnerech, na prvních dvou vozech byly prázdné kontejnery. Počet vozů nákladního vlaku zdroje zatím neuvedly. Vlak přijížděl po 2. koleji směrem z České Třebové (proti směru jízdy expresu RegioJet) a mířil do liché skupiny na sedmou kolej, která je v jižní části nádraží. Měl tak nádraží křižovat napříč, k čemuž dochází za relativně nízké rychlosti kolem čtyřiceti kilometrů za hodinu. V době srážky jel rychlostí cca 30–40 km/h. Z důvodu plánované opravy jedné výhybky ve 2. staniční koleji na přeloučském zhlaví nebylo možné ze žádné sudé koleje vyjet směrem na Přelouč a všechny vlaky vedené v tomto směru musely být vedeny lichými kolejemi.
Při nehodě došlo k vážnému poškození lokomotiv obou vlaků a osobních vozů soupravy osobního expresu – obzvlášť vážně byl poškozen lehátkový vůz (v rezervačním systému RJ uváděn jako lůžkový). Ten byl první za lokomotivou a došlo u něj ke zlomení vozové skříně. Na nákladním expresu se prázdný kontejner z prvního nákladního vozu nasunul na lokomotivu a zdemoloval její zadní část.
Hmotné škody Drážní inspekce na místě odhadla na více než 110 milionů korun (nákladní vlak 50 milionů, expres 60 milionů, trať 300 tisíc Kč).
Cestující ve vlaku byli zejména občané Slovenska a Ukrajiny, celkem při nehodě zemřeli 4 lidé (dvě ženy ze Slovenska a dvě z Ukrajiny) a podle prvotních zpráv dalších 22 osob bylo zraněno (v pozdějších zprávách bylo uváděno 27 zraněných podle počtu osob hospitalizovaných v nemocnicích). Strojvedoucí osobního expresu vyvázl bez zranění, strojvedoucí nákladního expresu byl lehce zraněn. Hasiči Správy železnic uvedli, že oběti na životech a nejhorší zranění byly u cestujících z prvního vozu osobního expresu, jednoho ze zraněných hasiči vyprošťovali více než hodinu. Slovenské ministerstvo zahraničí informovalo kromě dvou zemřelých slovenských občanek také o čtyřech zraněných Slovenkách, z nichž jedna byla do druhého dne z nemocnice propuštěna a tři zůstávaly v nemocnici ve stabilizovaném stavu. Nemocnice přijaly v souvislosti s nehodou 27 lidí. Do pardubické nemocnice sanitky přivezly 18 zraněných, do chrudimské nemocnice 3 zraněné, do hradecké fakultní nemocnice 6 lehce zraněných osob, z toho 4 děti. Do druhého dne byli všichni kromě 6 propuštěni, v době vyjádření mluvčí krajské nemocnice zůstávalo v péči pouze 5 pacientů v pardubické nemocnici a 1 v chrudimské, z toho u jednoho bylo předpokládáno propuštění během odpoledne. Zranění cestující utrpěli hlavně poranění hlavy, krční páteře, otřesy mozku a pohmožděniny. Do půlnoci na místo nehody dorazilo dorazilo 36 jednotek profesionálních i dobrovolných hasičů.

## Narušení dopravy
Pardubice leží na prvním tranzitním koridoru, jezdí tudy prakticky všechny dálkové vlaky mířící z Prahy směrem na východ. Kvůli absenci objízdných tras zapříčiněných nepřetržitými výlukami na tratích Hradec Králové – Velký Osek (od 1. do 10. 6. výluka úseku Hradec Králové hl. n. – Chlumec nad Cidlinou), Brno – Havlíčkův Brod (dlouhodobá výluka Vlkov u Tišnova – Křižanov) a na trati Brno–Jihlava (1. etapa rekonstrukce úseku Brno hl. n. – Zastávka u Brna) byla osobní i nákladní doprava zcela paralyzována.
Kvůli nehodě až do 7:30 nejezdily žádné přímo dálkové vlaky spojující Čechy a Moravu. České dráhy na sociální síti X požádaly cestující, aby své cesty do nebo přes Pardubice minimálně 6. června odložili. RegioJet zrušil vlaky 1001 (Praha – Havířov), 1010 (Havířov – Praha) a 1012 (Košice – Praha), další vlaky jely se zpožděním. Leo Express uvedl, že omezení se dotkne spojů 1250, 1253, 1290, 1255, 1252, 412 a že pracuje na zajištění náhradní autobusové dopravy. Vlaky ČD EN 476 a EN 477 byly vedeny odklonem.
Z nákladních vlaků ČD Cargo jich 11 bylo v noci vedeno odklonem přes Hradec Králové, 9 vlaků bylo odstaveno a ráno byly postupně oživovány.
Ranní osobní vlaky 5001 a 5037 v úseku Kolín – Pardubice a 5030, 5000 a 5034 v opačném směru byly nahrazeny náhradní autobusovou dopravou, přičemž navazující vlaky na náhradní autobusy nečekaly. Vlaky linky R18 byly v úseku Praha – Choceň zcela odřeknuty. Vlaky linky R19 byly v úseku Přelouč – Choceň nahrazeny autobusy.
K částečnému obnovení provozu došlo v Pardubicích až ve čtvrtek v 7.30 ráno, a to pouze po jedné traťové koleji rychlostí 10 km/h. Od cca 10:30 h byl provoz obnoven a postupně se stabilizoval, bylo avizováno navýšení zpoždění vlaků při průjezdu místem o 10–30 min a vedení některých vlaků náhradními soupravami s nestandardním řazením vozů. V rámci PID bylo narušení provozu odhadováno do 17:00 hodin.
Na noc ze čtvrtka 6. června od 22 hodin do pátku 7. června 5:00 hodin byla v úseku naplánovaná úplná výluka kvůli urychlení prací na odklízení poškozených vozidel, opravě poškozené výhybky a opravě koleje, na níž došlo ke srážce. Vlaky byly vedeny odklonem přes Hradec Králové, kde byla kvůli tomu předčasně ukončena výluka.
Dne 9. června 2024 mělo původně dojít k zahájení provozu na zastávce Pardubice centrum. V důsledku odklízecích prací byl nakonec termín posunut nejprve o dva dny na 11. června, poté ještě o jeden den na 12. června.

## Stav zabezpečení provozu
Železniční stanice Pardubice hlavní nádraží prošla v letech 2020–2024 kompletní modernizací, při níž došlo k instalaci jednotného evropského vlakového zabezpečovače ETCS. Dne 31. května 2024 se uskutečnila slavnostní akce k završení rekonstrukce hlavního nádraží, 9. června 2024 pak měl být zahájen provoz nové zastávky Pardubice centrum. Nový zabezpečovač však nebyl aktivní z důvodu přechodného stavu, který měl trvat do ledna 2025. Při modernizaci stanice byl rovněž odstraněn vlakový zabezpečovač LS, takže se strojvedoucí museli řídit pouze návěstidly. Z tohoto důvodu byla ve stanici snížena rychlost na 100 km/h. Správa železnic uvedla, že způsob řízení provozu po dobu výluk a stavebních prací v místě byl v souladu se zákonem o dráhách a příslušnou vyhláškou a jednalo se o zcela standardní postup.
Několik dopravců a strojvedoucích potvrdilo, že po rozsáhlé rekonstrukci za více než sedm miliard je stanice Pardubice hlavní nádraží dočasně hůře zabezpečena než před rekonstrukcí. Školitel a strojvedoucí David Philipp ze společnosti CityRail uvedl, že zabezpečovač mohl riziko nehody výrazně snížit. Případ Pardubic podle něj ukazuje, že strojvedoucím vytváříme ještě nebezpečnější prostředí, místo aby systém vedl k eliminaci lidských chyb. Prezident Federace strojvůdců Jaroslav Vondrovic uvedl, že fungující zabezpečovací zařízení by dalo strojvedoucím obou vlaků šanci včas zastavit. Člen správní rady Správy železnic Michal Šimek po nehodě uvedl, že tragédii vnímá jako chybu širšího rozsahu, která se týká více míst. Čekal však, že první taková nehoda bude spíše v úseku mezi Prahou-Smíchovem a Prahou-Radotínem. Podle něj nebylo šťastné udělat ostrý řez a přejít na ETCS k jednomu pevnému datu, za rozumnější by považoval ponechat po nějakou dobu smíšený provoz a nefixovat se na datum 1. ledna 2025.

## Reakce

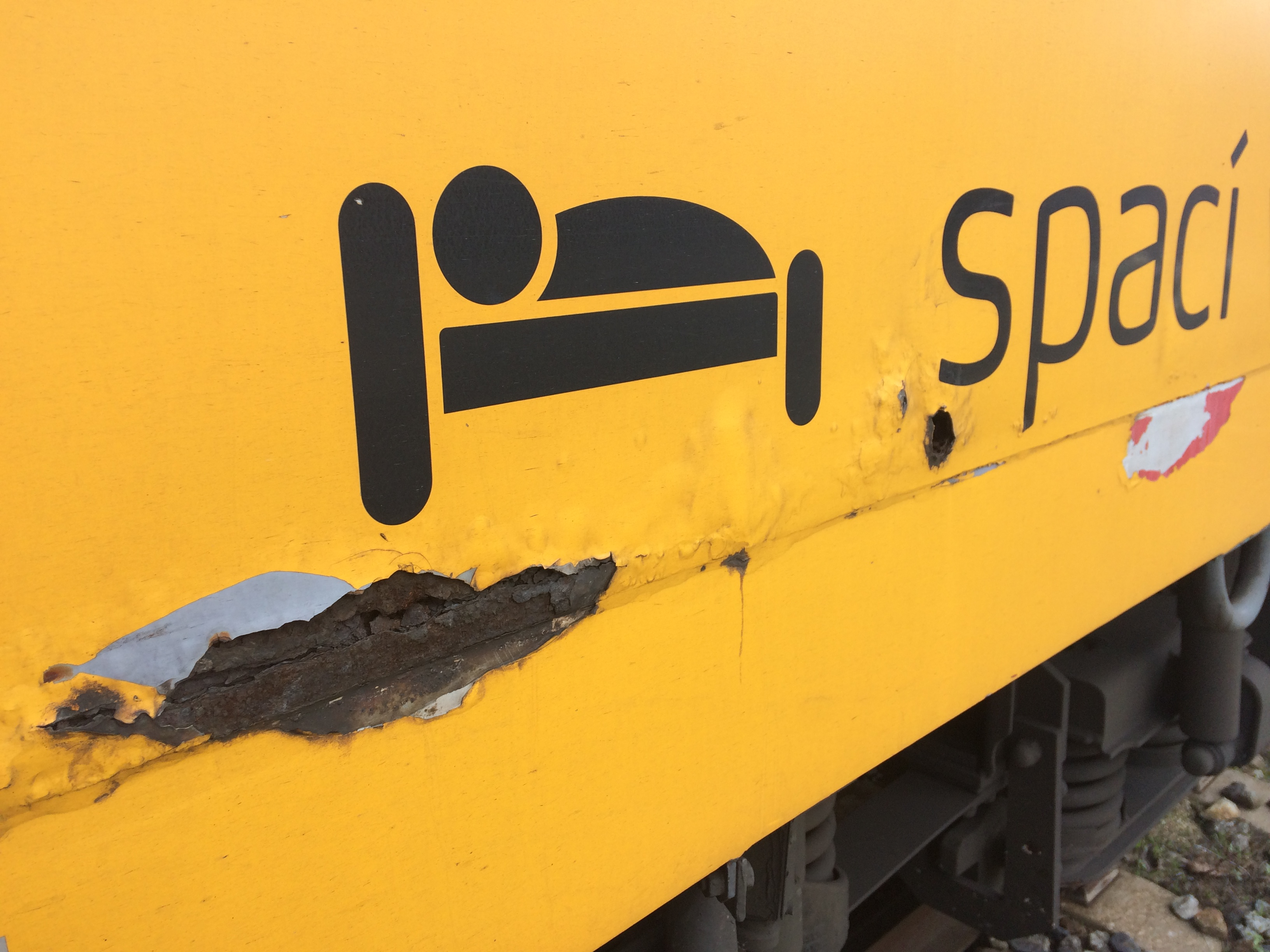
Koroze na odstaveném vozu řady Bcmz 59-70 dopravce RegioJet

Místo nehody navštívili ministr dopravy Martin Kupka a ministr vnitra Vít Rakušan. Premiér Petr Fiala označil srážku za velkou tragédii a vyjádřil soustrast rodinám zemřelých. Majitel RegioJetu Radim Jančura navštívil zraněné v nemocnicích v Hradci Králové, Pardubicích a Chrudimi.
Drážní úřad dva dny po nehodě přislíbil vykonat v nejbližší době státní dozor u RegioJetu se zaměřením na nepovolené zásahy do konstrukce, korozi a dodržování intervalů údržby vozidel. Vzápětí společnost RegioJet oznámila, že téhož dne po důkladném zkoumání konstrukce vyřadila z provozu všechny lehátkové vozy řady Bcmz 59-70, kterých před nehodou provozovala 14. Podle RegioJetu vyšetřování ukázalo, že jedna z vozových sekcí vlaku se zlomila v místě, kde bylo zjištěno konstrukční poddimenzování pevnosti rámu. Podobný incident se již odehrál 20. dubna 2018 v Salcburku.[zdroj?]
Dne 8. června 2024 České dráhy (ČD) uvedly, že v reakci na nehodu z preventivních důvodů provedou mimořádnou prohlídku svých 9 lehátkových vozů řady Bcmz od stejného výrobce (Jenbacher Werke), avšak protože prý pravidelně prochází řádnou údržbou, prošly i vyšší obnovou, koroze u nich byla odstraněna a problémová místa opravena během opravy vyšších stupňů u certifikovaných opravců, ČD vozy odmítly stáhnout z provozu a podrobily je stlačovací zkoušce, která podle nich prokázala dodržení norem.